# Fernand Grégoire
Pour les articles homonymes, voir Grégoire.
Fernand Grégoire, né le 28 février 1862 à La Flèche (Sarthe) et mort le 16 septembre 1895 à Alger, est un journaliste socialiste et antisémite français.

## Biographie
Fils d'Adélaïde Pinot et de Théodore-Édouard Grégoire, marchand-revendeur, Fernand-Alphonse Grégoire naît à La Flèche, rue Basse, le 28 février 1862. Il est tout d'abord apprenti puis ouvrier typographe.
Installé très jeune en Algérie, il y fonde en 1885 son propre journal, le Courrier de Blida, dans lequel il attaque vivement la politique du puissant sénateur-maire opportuniste de Blida, Alexandre Mauguin. Il collabore également au Petit colon de Charles Marchal et fonde Le Tocsin, journal socialiste révolutionnaire. 
Recommandé par son ami Ernest Mallebay à Jules d'Armès, rédacteur en chef du Radical algérien, quotidien républicain intransigeant dirigé par Victor Basset, il en devient bientôt le secrétaire de rédaction. Entre 1888 et 1889, il y travaille avec le guesdiste Duc-Quercy, qu'il suit à Paris. Il est alors l'auteur de La Juiverie algérienne,.
En novembre 1890, Grégoire aide le couple Duc-Quercy à organiser la fuite du nihiliste Stanislas Padlewski, recherché pour l'assassinat du général Seliverstov. Grégoire est encore à Palerme, d'où le fugitif a embarqué pour Malte, quand s'ouvre le procès des complices de cette cavale. Il est par conséquent condamné par défaut à huit mois de prison.
De retour en Algérie, où il prononce des conférences en tant que délégué du parti guesdiste, Grégoire reprend sa collaboration au Radical algérien et devient le rédacteur en chef du Bônois et du Progrès d'Algérie.

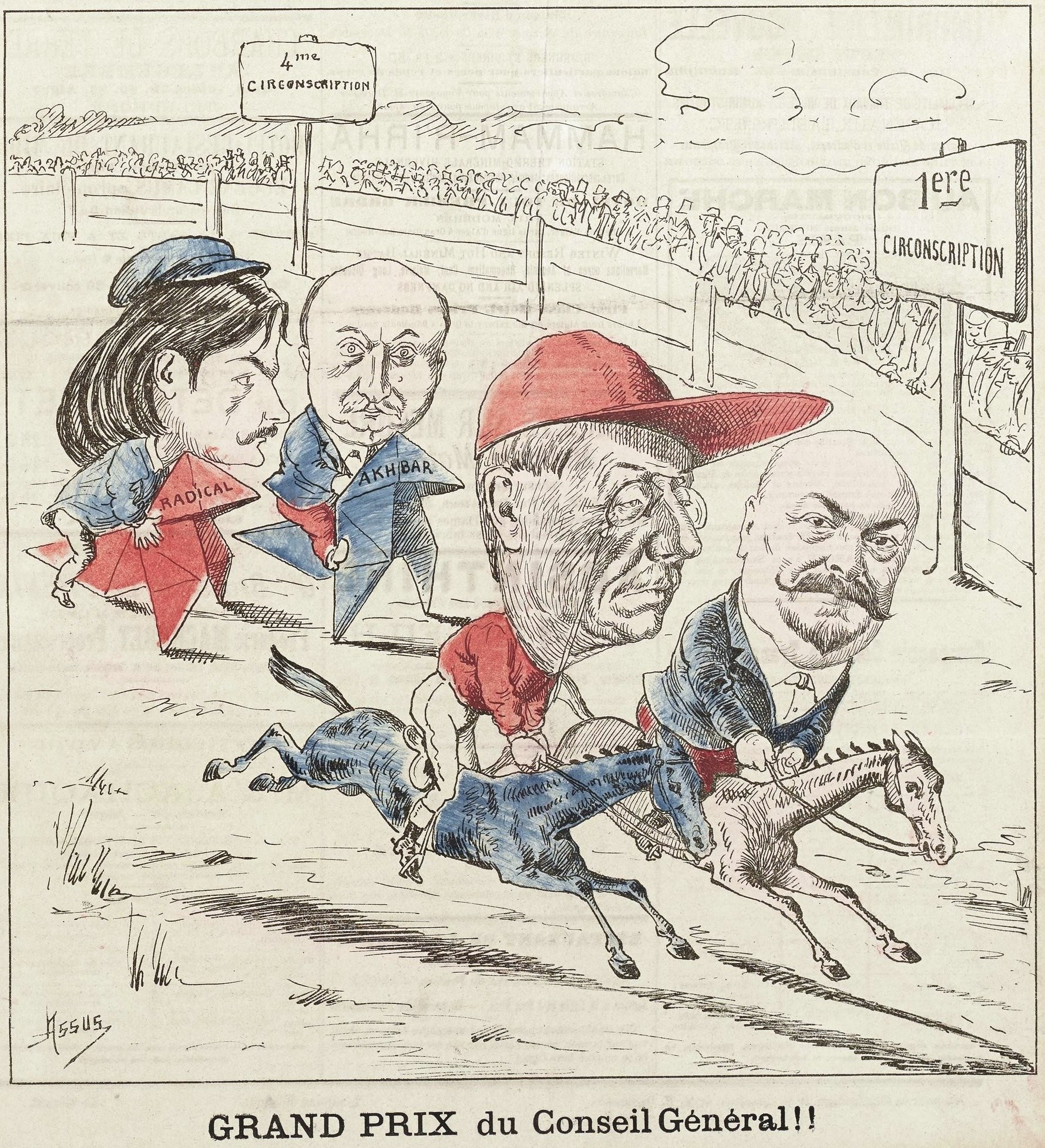
Caricature d'Assus à propos des élections cantonales de décembre 1893. À gauche (4e circonscription), Grégoire a pour concurrent Serpaggi.

De sensibilité radicale-socialiste puis socialiste révolutionnaire, Fernand Grégoire est également un « antijuif » et milite pour le retrait du décret Crémieux ainsi que pour la suppression du code de l'indigénat. En août 1892, alors qu'il est déjà le vice-président d'une « Ligue socialiste des travailleurs » présidée par Émile Morinaud, il fonde en 1892 la « Ligue radicale socialiste antijuive », dont il prend la présidence. Cette fondation est saluée par André de Boisandré dans un article de La Libre Parole, journal dont le directeur, Édouard Drumont, est nommé président d'honneur de la ligue, de même que le marquis de Morès. Le secrétaire de la ligue est Joseph Martin Saint-Léon (d) (1867-1913), futur collaborateur de La Libre Parole et du Petit Caporal (sous le pseudonyme de « Bois-Gauthier »). L'organisation comptera bientôt entre 50 et 300 adhérents.

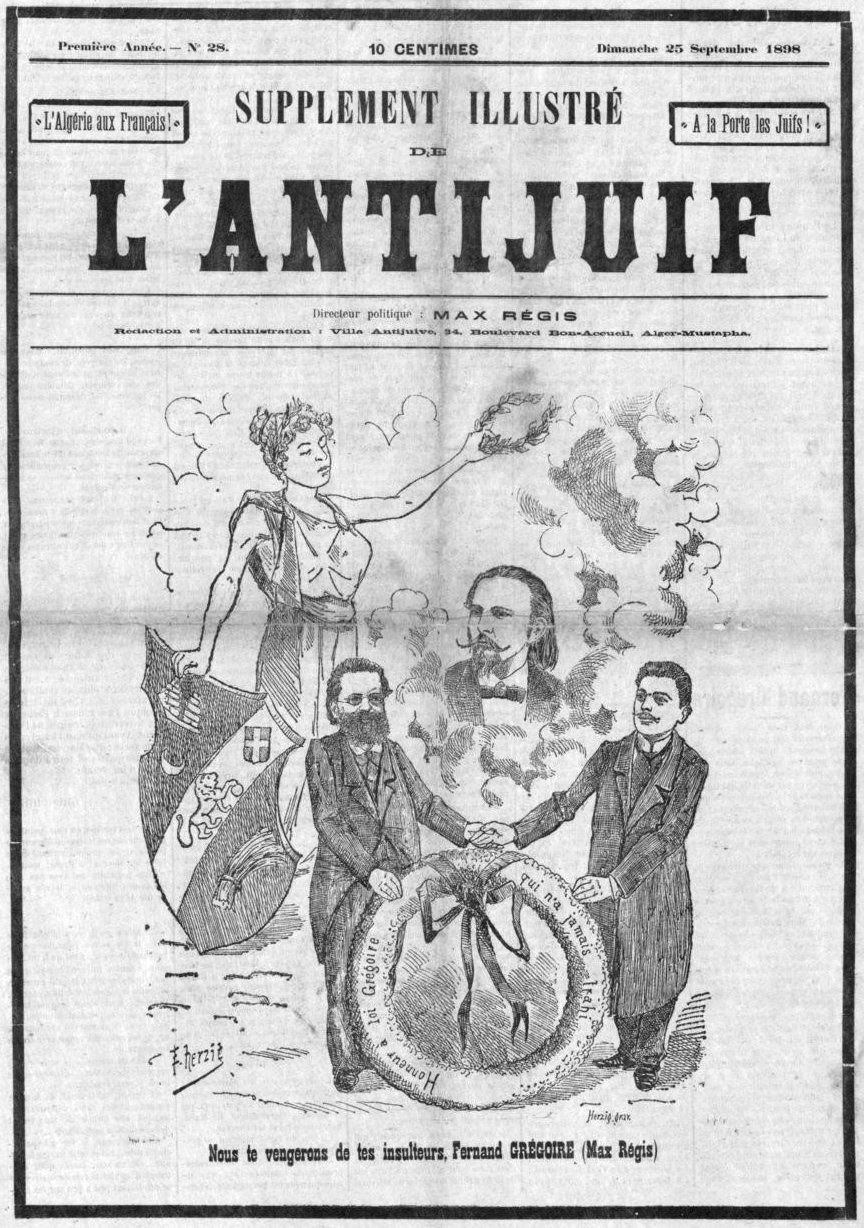
Une du supplément illustré de L'Antijuif figurant l'hommage de Drumont et Régis à Grégoire (25 septembre 1898).

Grégoire se présente sans succès à plusieurs élections. En octobre 1892, il brigue un siège de conseiller municipal d'Alger. Au second tour, le 9 octobre, il est battu par le restaurateur Marius Jaumon (18..-1922), candidat soutenu par le maire Auguste Guillemin. Le 10 décembre 1893, Grégoire se présente à l'élection cantonale de la 4e circonscription d'Alger mais il est battu par le radical André Serpaggi (d), colistier de Guillemin soutenu par le journal Akhbar.
En 1893, Grégoire dirige la rédaction du Combat (puis Combat socialiste antijuif), qu'il relance en 1895 après avoir définitivement quitté le Radical algérien.
Phtisique, Fernand Grégoire meurt à l'âge de 33 ans.
Sa tombe, au cimetière de Mustapha, devient quelques années plus tard un lieu de pèlerinage pour l'agitateur antisémite Max Régis - qui le dit « empoisonné par les Juifs » et « martyr de la cause antijuive »,,. Lui et ses partisans revendiquent l'héritage politique du journaliste,.